# Edward Killingworth Johnson
Edward Killingworth Johnson, född den 30 maj 1825, död den 7 april 1896, var en engelsk akvarellmålare.
Johnson utbildade sig huvudsakligen på egen hand, dock med Meissonier som förebild. Johnson, som målade genrebilder och blommor, blev 1876 ledamot av akvarellisternas sällskap i London.